# Karl Litschi
Karl Litschi   (Felben, 27 d'abril de 1912 - Andelfingen, 18 de març de 1999) va ser un ciclista suís que fou professional entre 1936 i 1947. Durant la seva carrera esportiva aconseguí notables èxits, entre ells una Volta a Suïssa, un Campionat de Zúric, una etapa al Tour de França i diversos campionats de Suïssa.

## Palmarès
Palmarès de Karl Litschi
- 1937
  -  Campió de ciclo-cross de Suïssa
  - 1r de la Volta a Suïssa, vencedor d'una etapa i 1r del Gran Premi de la muntanya
- 1938
  - 1r del Tour del Nord-oest
- 1939
  -  Campió de Suïssa en ruta
  - 1r al Gran Premi de Canes
  - 1r al Campionat de Zúric
  - Vencedor d'una etapa al Tour de França
  - Vencedor d'una etapa a la Volta a Suïssa
- 1941
  -  Campió de Suïssa en ruta
  - 1r al Gran Premi Le Locle

### Resultats al Tour de França
- 1939. Abandona (9a etapa). Vencedor d'una etapa

### Resultats al Giro d'Itàlia
- 1938. 8è de la classificació general